# Ligament talo-fibulaire antérieur
Le ligament talo-fibulaire antérieur (ou ligament péronéo-astragalien antérieur) est un ligament de la face latérale l'articulation talo-crurale formant le faisceau antérieur du ligament collatéral latéral de l'articulation talo-crurale.

## Description
Le ligament talo-fibulaire antérieur part du bord antérieur de la malléole latérale, passent en avant et médialement pour s'insérer à la face latérale du talus, au niveau du col du talus, devant la facette malléolaire latérale du talus facette articulaire latérale.

## Fonction
Le ligament talo-fibulaire antérieur empêche le pied de glisser vers l'avant par rapport au tibia.

## Aspect clinique
Le ligament talo-fibulaire antérieur est le ligament le plus souvent blessé dans une entorse de la cheville à la suite d'une blessure d'inversion.
Si le ligament est complétement déchiré le test de tiroir antérieur de la cheville sera positif.